# 本ノ字饅頭

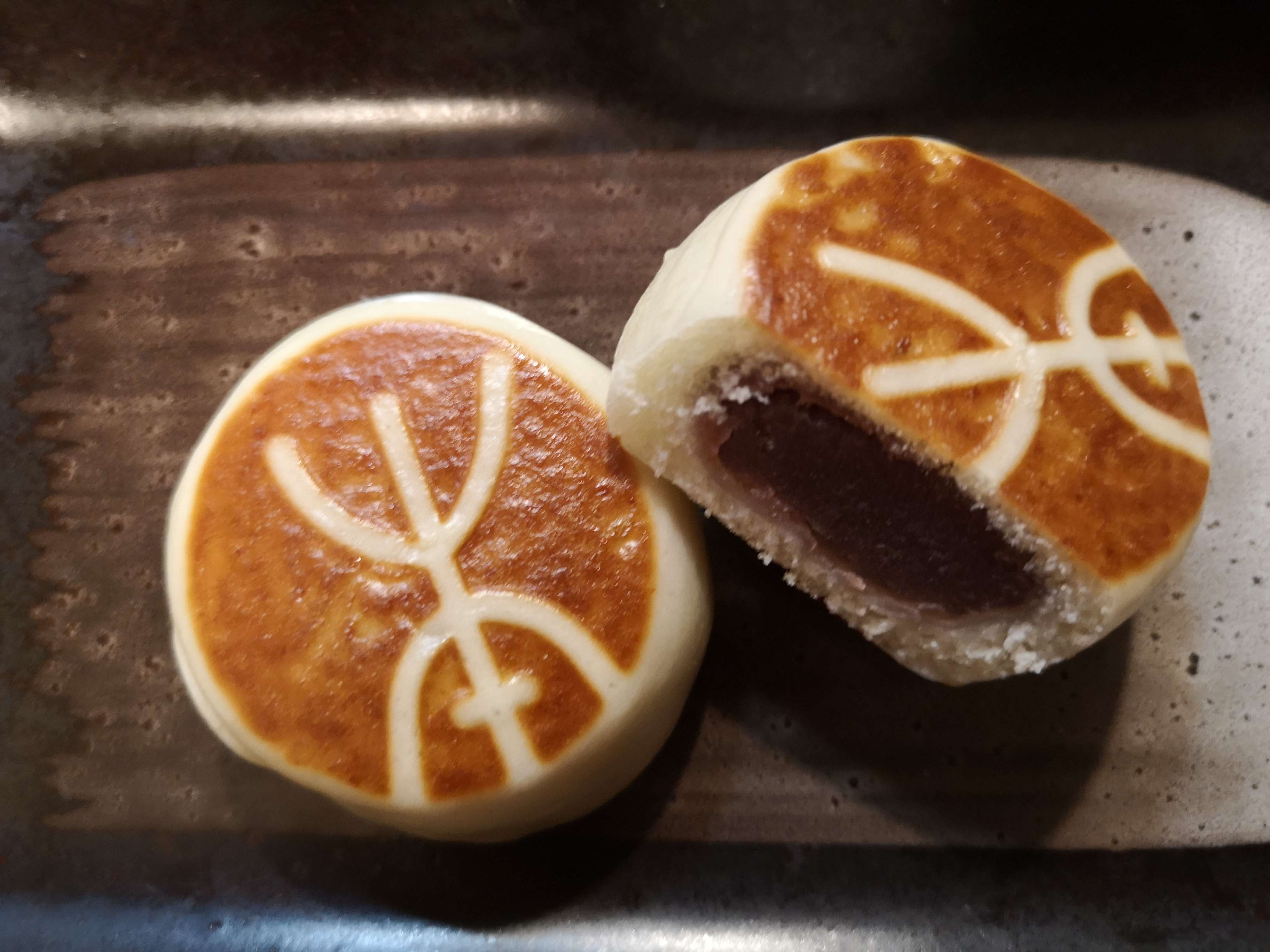
江戸時代から製造される本ノ字饅頭

本ノ字饅頭（ほんのじまんじゅう）は、和歌山県和歌山市にある総本家駿河屋が製造する名物和菓子。酒饅頭に篆書体で「本」の字を焼き記されているのが特徴であり、和歌山市における代表的な土産菓子である。
和歌山県推薦優良土産品に指定されている。

## 概要
紀州藩主・徳川頼宣が領地経営の理念を説いた父母状の「正直は本なり」から、「本」の字を引用したのが商品名の由来であるといわれている。
また、歴代紀州藩主は参勤交代の際、本ノ字饅頭を江戸へ持ち運んだという。